# AT-X
動畫劇場X（日語：アニメシアターX），簡稱AT-X，是東京電視控股的子公司「株式会社AT-X」（AT-X, Inc.）營運的動畫專業電視頻道，開播於1997年12月24日，播出範圍為日本全國。目前其播映權未開放於海外。
AT-X以播放无修正版本的动画而闻名，如《魔力充电娘》、《最后大魔王》、《惡魔高校D×D》等。这些动画在地面电视经常会因为过高的裸露度而被修正（打马赛克，或使用衣物、霧氣或白光等遮挡处理）後才可播放。

## 沿革
- 1997年12月24日，東京電視台與東京電視MediaNet共同營運的AT-X在日本DirecTV開播。
- 1999年，AT-X自製節目《鑽石時段》（DIAMOND TIME）開播。
- 2000年6月26日，東京電視台與東京電視MediaNet合資成立株式会社AT-X。
- 2000年9月，東京電視MediaNet將AT-X經營權移交株式會社AT-X。
- 2000年9月13日，AT-X開始在Sky PerfecTV!試播。
- 2000年9月30日，日本DirecTV結束營業、退出日本衛星電視廣播業界，AT-X結束在DirecTV的放映。
- 2000年10月1日，AT-X正式移至Sky PerfecTV!播放。
- 2001年5月27日，AT-X第一個原創動畫節目《宇宙人形17》開播。
- 2004年1月26日，AT-X的動畫商品購物網站「AT-X商店」（AT-X SHOP）開站。
- 2005年7月12日，AT-X商店手機版網站開站。
- 2009年4月1日，AT-X收視費調漲至1890日圓，AT-X開始實施24小時不收播。
- 2009年6月，岩田圭介接任AT-X總經理。
- 2009年10月1日，AT-X的HDTV頻道「AT-X HD!」在SKY Perfect TV! HD開播。
- 2012年12月，AT-X加入電腦軟體著作權協會。
- 2013年11月29日，AT-X結束AT-X商店全部服務。
- 2015年10月1日，AT-X聲優專門頻道「ST-X」在SKY Perfect TV! On Demand開播。
- 2017年9月30日，AT-X結束ST-X在SKY Perfect TV! On Demand的服務。

## 外部連結
- （日語）AT-X官方網站 （页面存档备份，存于）（日語）
- YouTube上的AT-X頻道